# Фиаско (роман)
Фиаско (на полски: Fiasko) е роман на Станислав Лем, публикувана първоначално в превод на немски през 1986 г., а в Полша е издадена през следващата 1987 г. Авторът разработва една от най-популярните теми в научната фантастика – опита за контакт с чужда цивилизация. Както подсказва и самото заглавие, такъв опит според автора е предварително осъден на неуспех. И причините за това Лем извежда не от недостатъчното развитие на науката и несъвършенството на техниката, а от самата същност на човека.
„Фиаско“ е изключително зряла творба, предупреждение за безизходицата, до която може да доведе надпреварата във въоръжаването. Както и в други негови книги от последните години, и тук сюжетът представлява само една по-привлекателна форма, в която са изложени размислите на писателя футуролог за еволюцията на разума и някои хипотетични пътища за развитието на човешката цивилизация.